# Thomas Beretta
Pour les articles homonymes, voir Beretta (homonymie).
Thomas Beretta, né le 18 avril 1990 à Milan en Italie, est un joueur italien de volley-ball. Il mesure 2,05 m et joue central. Il est international italien.

## Clubs
| Club                 | De        | À         |
| -------------------- | --------- | --------- |
| Sisley Trévise       | 2009-2010 | 2009-2010 |
| Pallavolo Mantoue    | 2010-2011 | 2010-2011 |
| Volley Milan         | 2011-2012 | 2012-2013 |
| → Sir Safety Pérouse | 2013-2014 | 2013-2014 |
| Pallavolo Modène     | 2014-2015 | 2014-2015 |
| Volley Milan         | 2014-2015 | ...       |

## Palmarès
- Championnat d'Europe
  - Finaliste : 2013